# Кузьмичи (Ивьевский район)
Кузьмичи (бел. Кузьмічы) — деревня в Геранёнском сельсовете Ивьевского района Гродненской области Белоруссии.

## История
По состоянию на конец XIX—начало XX века деревня входила в состав Седлицкой волости Ошмянского уезда Виленской губернии. На 1861 год относилась к имению Геранёны, принадлежавшему помещику Корвин-Милевскому, здесь насчитывалось 46 ревизских душ. В 1905 году деревне принадлежали 132 десятины земли, здесь жили 164 человека. На 1909 год здесь было 27 дворов, проживали 184 человека, в их собственности находилось 136 десятин земли. В 1921 году в результате советско-польской войны Кузьмичи оказались в составе Польши, на территории Седлищанской гмины Воложинского повята Новогрудского воеводства. Тогда здесь насчитывалось 27 дворов и 146 жителей. Освобождена в результате Польского похода Красной армии в 1939 году. 15 января 1940 года включена в состав вновь образованного Ивьевского района (с 4 апреля — Барановичской области). На то время здесь было 37 дворов и 198 жителей. 2 октября Кузьмичи вошли в состав Геранёнского сельсовета. В 1952 году в деревне был организован колхоз «XIX партсъезд», в 1961 году она вошла в состав колхоза имени XXII партсъезда. В 1963 году деревня была передана в Жилёвский сельсовет. На 1970 год в деревне работал магазин, проживали 169 человек. В 1979 году Кузьмичи вновь переданы в Геранёнский сельсовет. В тот период деревня относилась к колхозу имени Владимира Баума. На 1999 год Кузьмичи насчитывали 33 жилых дома и 67 постоянных жителей. Согласно переписи населения Белоруссии 2009 года население деревни составило 52 человека.